# Helene Bodmann
Helene Bodmann (* 19. September 1911 in Untertannowitz; † 1948) war eine österreichische Botanikerin. 

## Leben

### Herkunft und Ausbildung
Sie kam 1911 als Tochter von Anton Bodmann und Marie Springer in der Ortschaft Untertannowitz zur Welt, die damals zur Markgrafschaft Mähren innerhalb der Realunion Österreich-Ungarn gehörte. Ihre Schulausbildung absolvierte sie im Wiener Gemeindebezirk Wieden – dort besuchte sie zunächst die allgemeine Volksschule und anschließend das Mädchen-Reform-Realgymnasium, wo sie am 1. Juli 1930 ihre Matura ablegte. Zum Wintersemester 1930/31 immatrikulierte sie sich dann für ein Studium der Botanik und Zoologie an der Universität Wien. Schließlich wurde sie dort am 21. März 1937 – betreut von Doktorvater Fritz Knoll – mit der Dissertation Zur Morphologie der Blütenstände von Euphorbia promoviert.

### Berufliches Wirken
Bereits vor Bodmanns Rigorosum hatte sich Knoll um ihre Anstellung als wissenschaftliche Hilfskraft am Botanischen Institut der Universität und dem angeschlossenen botanischen Garten bemüht. Sie sollte nach der Natur und nach Literaturvorlagen große botanische Wandtafeln für den Lehrbetrieb zeichnen und Knoll attestierte ihr „ebenso sehr eine künstlerische Veranlagung wie das für die Anfertigung solcher Wandtafeln nötige wissenschaftliche Verständnis“. Ihr Dienstverhältnis mit der Universität begann am 1. April 1938 und dauerte bis mindestens Ende März 1940. 
Helene Bodmann starb im Jahr 1948 noch vor ihrem 40. Geburtstag. Ihre zahlreichen Werke wurden bis etwa 1990 in der akademischen Lehre genutzt und bilden heutzutage (Stand: April 2024) den Grundstock der „Wandtafelsammlung des Departments für Botanik und Biodiversitätsforschung“ an der Universität Wien.

## Publikationen (Auswahl)
- Zur Morphologie der Blütenstände von Euphorbia. In: Österreichische Botanische Zeitschrift. Band 86, Heft 4, 1937, S. 241–279.